# Ruslan Savtchenko
Ruslan Savtchenko (em ucraniano:  Руслан Савченко; 5 de julho de 1971) é um ex-halterofilista da Ucrânia.
Savtchenko foi campeão mundial júnior em 1991. Levantou 347,7 kg no total combinado, 157,5 kg no arranque e 190 kg no arremesso, na categoria até 75 kg.
No campeonato mundial de 1993, Savtchenko definiu dois recordes mundiais na categoria até 76 kg — 170 kg no arranque e 370 kg no total. Mas ele ficou com a prata, pois Altimurat Orazdurdiev do Turcomenistão conseguiu o mesmo resultado (167,5 kg no arranque e 202,5 no arremesso), e como era 30 g mais leve, ficou com o ouro. A marca de Savtchenko no arranque permaneceu como recorde mundial até a reestruturação das classes de peso que Federação Internacional de Halterofilismo fez em 1998.
E foi ainda vice-campeão mundial em 1994, com 360 kg (160+200). E veio a participar dos Jogos Olímpicos de Sydney 2000 e ficou em 11º, na categoria até 77 kg.
Quadro de resultados
| Ano  | Competição                | Lugar       | Total    | Posição | Arranque | Posição | Arremesso | Posição | Classe de peso |
| ---- | ------------------------- | ----------- | -------- | ------- | -------- | ------- | --------- | ------- | -------------- |
| 1990 | Campeonato Europeu Júnior | Malta       | 330 kg   | 4.      | 152,5 kg | 2.      | 177,5 kg  | 5.      | –75 kg         |
| 1991 | Campeonato Mundial Júnior | Wolmirstedt | 347,5 kg | 1.      | 157,5 kg | 1.      | 190 kg    | 1.      | –75 kg         |
| 1993 | Campeonato Europeu        | Sófia       | 357,5 kg | 5.      | 160 kg   | 6.      | 197,5 kg  | 3.      | –76 kg         |
| 1993 | Campeonato Mundial        | Melbourne   | 370 kg   | 2.      | 170 kg   | 1.      | 200 kg    | 2.      | –76 kg         |
| 1994 | Campeonato Europeu        | Sokolov     | 355 kg   | 1.      | 160 kg   | 3.      | 195 kg    | 1.      | –76 kg         |
| 1994 | Campeonato Mundial        | Istambul    | 360 kg   | 3.      | 160 kg   | 6.      | 200 kg    | 2.      | –76 kg         |
| 1997 | Campeonato Europeu        | Rijeka      | 350 kg   | 3.      | 160 kg   | 5.      | 190 kg    | 3.      | –76 kg         |
| 1997 | Campeonato Mundial        | Chiang Mai  | 345 kg   | 5.      | 160 kg   | 5.      | 185 kg    | 12.     | –76 kg         |
| 2000 | Jogos Olímpicos *         | Sydney      | 337,5 kg | 11.     | 157,5 kg |         | 180 kg    |         | –77 kg         |

* Nos Jogos Olímpicos as medalhas são dadas somente para o total combinado